# Gerichtsamt Dresden
Das Gerichtsamt Dresden war in den Jahren zwischen 1856 und 1874 die unterste Verwaltungseinheit und von 1856 bis 1879 nach der Abschaffung der Patrimonialgesetzgebung im Königreich Sachsen Eingangsgericht. Es hatte seinen Amtssitz in der Stadt Dresden.

## Geschichte
Nach dem Tod des sächsischen Königs Friedrich August II. wurde unter der Regierung von dessen Nachfolger  König Johann nach dem Vorbild anderer Staaten des Deutschen Bundes die Abschaffung der Patrimonialgesetzgebung verordnet. An die Stelle der bisher im Königreich Sachsen in Stadt und Land vorhandenen Gerichte der untersten Instanz traten die zentral gelegenen Bezirksgerichte und Gerichtsämter in nahezu allen größeren Städten. Die Details der Verwaltungsreform regelten das sächsische Gerichtsverfassungsgesetz vom 11. August 1855 und die Verordnung über die Bildung der Gerichtsbezirke vom 2. September 1856.
Stichtag für das Inkrafttreten der neuen Behördenstruktur im Königreich Sachsen war der 1. Oktober 1856. Aufgelöst wurde das Königliche Landgericht Dresden. Das neu gebildete Gerichtsamt Dresden unterstand dem Bezirksgericht Dresden. Sein Gerichtsbezirk umfasste Altfranken, Babisnau, Blasewitz, Boderitz, Bannewitz, Briesnitz, Burgstädtel, Coschütz, Cossebaude (Vorder- und Hinter-), Cotta, Cunnersdorf bei Kaitz, Dölzschen mit Juchhöh, Eutschütz, Fürstenhain, Gaustritz, Golberode, Gompitz, Goppeln, Gostritz, Großdobritz, Gruna mit grüner Wiese, Kaditz, Kaitz, Kauscha, Kemnitz, Kleindobritz, Kleinpestitz, Klotzsche, Kötzschenbroda, Laubegast, Leuben, Leubnitz, Leuteritz, Leutewitz, Lockwitz, Löbtau, Loschwitz, Merbitz, Mickten, Mobschatz, Mockritz, Naundorf, Naußlitz, Neunimptsch, Neuostra, Nickern, Niedergohlis, Niedergorbitz, Niederlößnitz mit Welzigberge, Niedersedlitz, Nöthnitz, Obergohlis, Obergorbitz, Oberlößnitz mit Hoflößnitz, Oberwartha, Ockerwitz, Omsewitz, Pennrich, Pieschen, Plauen, Podemus, Praschütz, Prohlis, Radebeul, Räcknitz, Reick, Rennersdorf, Rippien, Rosentitz, Roßthal, Seidnitz, Serkowitz mit Lößnitzgrund, weißem Roß und Weintraube, Sobrigau, Söbrigen, Stetzsch, Strehlen, Striesen, Tolkewitz, Torna, Trachau, Trachenberge mit Hellerberge und wildem Mann, Uebigau, Wachwitz, Weißer Hirsch, Welschhufe mit Bruchschenke, Wilschdorf, Wölfnitz, Zitzschewig, Zöllmen, Zschertnitz und die Blasewitzer, Fischhäuser, Langebrücker, Neudorfer und Ullersdorfer Forstreviere. Die Aufgaben eines Gerichtsamtes für die Stadt Dresden selbst wurde vom Bezirksgericht wahrgenommen.
Nach der Neustrukturierung der Gerichtsorganisation gemäß dem Gesetz über die Organisation der Behörden für die innere Verwaltung vom 21. April 1873 gingen die Verwaltungsbefugnisse der Gerichtsämter 1874 auf die umgestalteten bzw. neu gebildeten Amtshauptmannschaften über.
Seitdem das bisherige königliche Gericht als königliches Gerichtsamt bezeichnet wurde, führte sein Vorstand den Titel Gerichtshauptmann.
Die Verwaltungsaufgaben des Gerichtsamtes Dresden wurden im Zuge der Neustrukturierung der sächsischen Gerichtsorganisation gemäß dem Gesetz über die Organisation der Behörden für die innere Verwaltung vom 21. April 1873 in die im Jahre 1874 neugeschaffene Amtshauptmannschaft Dresden mit Sitz in der Stadt Dresden integriert.
1873 übernahm das Gerichtsamt Dresden einen Teil der Aufgaben des Gerichtsämter Moritzburg und Schönfeld.
Das Gerichtsamt Dresden wurde 1879 auf Grund des Gesetzes über die Bestimmungen zur Ausführung des Gerichtsverfassungsgesetzes im Deutschen Reich vom 27. Januar 1877 und des Gesetzes über die Zuständigkeit der Gerichte in Sachen der nichtstreitigen Gerichtsbarkeit vom 1. März 1879 durch das neu gegründete Amtsgericht Dresden abgelöst.